# Zollanmeldung
Die Zollanmeldung ist in Deutschland eine Steuererklärung nach der Abgabenordnung und dem Zollkodex der Union (UZK). Sie erfolgt grundsätzlich elektronisch mit dem IT-Verfahren der deutschen Zollverwaltung ATLAS. Da ein für jedermann einfach nutzbares elektronisches System zur authentifizierten Abgabe von Zollanmeldungen noch nicht zur Verfügung steht, ist vorerst auch nach Inkrafttreten des neuen Unionszollkodex weiterhin die schriftliche Abgabe per Internetzollanmeldung (mit Abgabe des Computerausdrucks) oder in Formularform (mit Abgabe des Einheitspapiers) möglich (ausgenommen Ausfuhr) sowie in besonderen Fällen (z. B. bei Reisenden) auch durch konkludentes Handeln oder mündlich (Art. 135–144 UZK-DA).
Das Einheitspapier war mit Wirkung vom 1. Januar 1988 als einheitliche Zollanmeldung in der Europäischen Gemeinschaft (EG) geschaffen worden und hatte über 150 verschiedene Zollanmelde-Formulare in seinerzeit zwölf Mitgliedstaaten der Europäischen Gemeinschaft ersetzt; es galt zuletzt in den 27 Mitgliedstaaten der Europäischen Union.
Die Abgabe der Zollanmeldung bei der zuständigen Zollstelle gilt als Antrag (Willenserklärung) auf Vornahme der Zollbehandlung. Der Anmelder ist derjenige, der die Zollanmeldung abgibt. Der Empfänger (Käufer oder Importeur) kann sich auch von einem „bevollmächtigten Vertreter“ vertreten lassen.
Es wird hierbei gemäß Art. 18 Abs. 1 UZK unterschieden zwischen:
- direkter Vertretung, d. h. die Vertretung handelt in Namen und auf Rechnung eines anderen (Zollschuldner ist der Empfänger)
- indirekter Vertretung, d. h. die Vertretung handelt in eigenem Namen und auf Rechnung eines anderen (Zollschuldner ist die Vertretung)

Für den Nachweis der Richtigkeit werden folgende Unterlagen benötigt:
- Handelsrechnung
- Frachtbrief (Vertriebskosten)
- eventuell Ursprungszeugnis und/oder weitere Zollpapiere

Ist aus bestimmten Gründen eine sofortige Zollanmeldung nicht möglich, da Unterlagen fehlen oder das Zollverfahren zum Zeitpunkt der Gestellung noch nicht bekannt ist, wird eine Summarische Eingangsanmeldung (ESumA) erforderlich.
Das Einheitspapier wurde für das gemeinsame/gemeinschaftliche Versandverfahren T1/T2 seit 2005 durch Artikel 353 Zollkodex-Durchführungsverordnung (ZK-DVO) durch die elektronische Anmeldepflicht mit ATLAS-Versand/NCTS ersetzt. Am 1. Juli 2009 trat die elektronische Anmeldepflicht für das Ausfuhrverfahren durch Artikel 787 ZK-DVO in Kraft. Die elektronische Anmeldepflicht für das Ausfuhrverfahren kann entweder durch die Teilnahme am IT-Verfahren ATLAS-Ausfuhr/AES oder durch die Internet-Ausfuhranmeldung Plus (IAA Plus) erfüllt werden.